# Episodi di Homicide (quinta stagione)
La quinta stagione della serie televisiva Homicide è stata trasmessa in anteprima negli Stati Uniti d'America dalla NBC tra il 20 settembre 1996 e il 16 maggio 1997.
| nº | Titolo originale              | Titolo italiano | Prima TV USA      | Prima TV Italia |
| -- | ----------------------------- | --------------- | ----------------- | --------------- |
| 1  | Hostage (Part 1)              |                 | 20 settembre 1996 |                 |
| 2  | Hostage (Part 2)              |                 | 27 settembre 1996 |                 |
| 3  | Prison Riot                   |                 | 18 ottobre 1996   |                 |
| 4  | Bad Medicine                  |                 | 25 ottobre 1996   |                 |
| 5  | M.E., Myself and I            |                 | 1º novembre 1996  |                 |
| 6  | White Lies                    |                 | 8 novembre 1996   |                 |
| 7  | The Heart of a Saturday Night |                 | 15 novembre 1996  |                 |
| 8  | The True Test                 |                 | 22 novembre 1996  |                 |
| 9  | Control                       |                 | 6 dicembre 1996   |                 |
| 10 | Blood Wedding                 |                 | 13 dicembre 1996  |                 |
| 11 | The Documentary               |                 | 3 gennaio 1997    |                 |
| 12 | Betrayal                      |                 | 10 gennaio 1997   |                 |
| 13 | Have a Conscience             |                 | 17 gennaio 1997   |                 |
| 14 | Diener                        |                 | 31 gennaio 1997   |                 |
| 15 | Wu's on First?                |                 | 7 febbraio 1997   |                 |
| 16 | Valentine's Day               |                 | 14 febbraio 1997  |                 |
| 17 | Kaddish                       |                 | 21 febbraio 1997  |                 |
| 18 | Double Blind                  |                 | 11 aprile 1997    |                 |
| 19 | Deception                     |                 | 25 aprile 1997    |                 |
| 20 | Narcissus                     |                 | 2 maggio 1997     |                 |
| 21 | Partners and Other Strangers  |                 | 9 maggio 1997     |                 |
| 22 | Strangers and Other Partners  |                 | 16 maggio 1997    |                 |